# Superpuchar Europy UEFA 2025
Superpuchar UEFA 2025 – mecz piłki nożnej, który odbył się 13 sierpnia 2025 na Stadio Friuli w Udine. Wzięli w nim udział zwycięzcy Ligi Mistrzów UEFA 2024/2025 i Ligi Europy UEFA 2024/2025 – Paris Saint-Germain i Tottenham Hotspur.

## Stadion
Stadio Friuli w Udine we Włoszech został wybrany na stadion finału przez Komitet Wykonawczy UEFA w Lozannie w Szwajcarii dnia 16 grudnia 2024.

## Szczegóły meczu
Zwycięzcy Ligi Mistrzów zostali wyznaczeni jako drużyna „gospodarzy”.
| 13 sierpnia 2025 21:00                           | Paris Saint-Germain · Lee Kang-in 85' · Ramos 90+4' · | 2:2 k. 4:3(0:1)Raport                          | Tottenham Hotspur · 39' Van de Ven · 48' Romero · | Stadio Friuli, Udine Widzów: 21 025 Sędzia: João Pinheiro |
|                                                  |                                                       |                                                |                                                   |                                                           |
|                                                  |                                                       | Rzuty karne                                    |                                                   |                                                           |
| Vitinha · Ramos · Dembélé · Lee Kang-in · Mendes |                                                       | Solanke · Bentancur · Van de Ven · Tel · Porro |                                                   |                                                           |